# Вулиця Євгена Коновальця (Калуш)
Ву́лиця Євге́на Конова́льця — внутрішня вулиця в житловому районі Новий Калуш міста Калуша, яка розмежовує 1-й і 2-й мікрорайони. Попри невелику її довжину внаслідок компактної багатоповерхової забудови на вулиці проживає значна кількість жителів міста.

## Розташування
Починається від вулиці О. Тихого і, перетинаючи вулицю Будівельників, закінчується на перехресті з вулицею Фінською. Хоча дорога з асфальтовим покриттям фізично продовжується далі та пролягає через перехрестя з вулицею Космонавтів, однак на цій ділянці немає жодної будівлі, яка б відносилась до вулиці Євгена Коновальця. Розташований на початку вулиці (ліворуч) палац культури «Юність» належить за нумерацією до вулиці Олекси Тихого.

## Історія
Одна з перших вулиць житлового мікрорайону № 2 для працівників новозбудованих хімічних виробництв Калуша в дусі радянської пропаганди рішенням міськвиконкому №239 15.10.1965 була названа за прізвищем офіцера Червоної армії Корякова. Рішенням 21-ї сесії першого демократичного скликання міської ради 3.12.1992 перейменована на честь Євгена Коновальця, на знак вшанування якого на початку вулиці 19 жовтня 2014 року встановлена меморіальна дошка роботи скульптора І. Семака.

## Сьогодення
Сучасна забудова зведена в 60-х роках XX сторіччя.